# アナクレト・ワンバ
アナクレト・ワンバ（Anaclet Wamba 、1960年1月6日 - ）は、フランスのプロボクサー。元WBC世界クルーザー級王者。コンゴ共和国リランガ出身。コンゴ共和国初のプロボクシング世界王者。

## 来歴
1982年11月27日、ワンバはプロデビューを果たし初回KO勝ちを収め白星でデビューを飾った。
1983年4月22日、アルセネ・レファースと対戦し6回TKO勝ちを収めた。
1984年10月13日、ロイス・ペルガウンドと対戦し8回判定勝ちを収めた。
1985年4月20日、デーブ・ガーサイドと対戦し8回判定勝ちを収めた。
1985年4月27日、ルイス・ペルグランドと対戦し8回判定勝ちを収めた。
1985年10月16日、ホラス・ノティスと対戦し初黒星となる8回77-79の判定負けを喫した。
1986年1月25日、アルベルト・セイベンと対戦し8回判定勝ちを収めた。
1986年2月20日、ジョン・ウェストガーシュと対戦し10回99-98の判定勝ちを収めた。
1986年4月12日、クリス・ジャコブと対戦し8回判定勝ちを収めた。
1986年10月25日、スチュワート・リスーゴと対戦し2回TKO勝ちを収めた。
1987年10月10日、ケビン・ポーターと対戦し8回判定勝ちを収めた。
1988年3月19日、ヤヴェス・モンシエールと対戦し8回判定勝ちを収めた。
1989年2月25日、ボウバカール・サノーゴと対戦し8回判定勝ちを収めた。
1989年11月11日、EBUヨーロッパクルーザー級王者アンゲロ・ロットーリと対戦し12回2-0の判定勝ちを収め王座獲得に成功した。
1990年12月8日、フェラーラのプラッゾ・デッロ・スポルトでWBC世界クルーザー級王者マッシミリアーノ・デュランと対戦し5度も減点されてしまい5回目の反則でレフェリーが失格を宣告し試合終了。最終12回2分51秒失格負けを喫し王座獲得に失敗した。
1991年7月20日、パレルモでWBC世界クルーザー級王者マッシミリアーノ・デュランと7ヶ月ぶりに再戦し11回42秒逆転TKO勝ちを収め王座獲得に成功した。
1991年12月13日、マッシミリアーノ・デュランと5ヶ月ぶりに再戦し11回1分16秒TKO勝ちを収め初防衛に成功した。
1992年4月4日、元IBF世界クルーザー級王者リッキー・パーキーと対戦し8回KO勝ちを収めた。
1992年6月13日、アンドレイ・ルデンコと対戦し5回2分TKO勝ちを収め2度目の防衛に成功した。
1992年10月16日、アンドリュー・メイナンドと対戦し12回3-0(118-110、118-112、116-113)の判定勝ちを収め3度目の防衛に成功した。
1993年3月6日、デビット・ヴェーダーと対戦し12回3-0(117-113、118-111、116-113)の判定勝ちを収め4度目の防衛に成功した。
1993年10月16日、アキーム・タファールと対戦し7回逆転TKO勝ちを収め5度目の防衛に成功した。
1994年7月14日、後のIBF世界クルーザー級王者アドルフォ・ワシントンと対戦し12回1-0(115-115、116-116、116-114)の判定で引き分けに終わったが6度目の防衛に成功した。
1994年12月3日、マルセロ・ファビアン・ドミンゲスと対戦し12回2-0(116-115、115-113、114-114)の判定勝ちを収め7度目の防衛に成功した。
1994年12月30日、ペルフェクト・ゴンサレスと対戦し4回TKO勝ちを収めた試合を最後に上記のドミンゲス戦の負傷の悪化を理由に現役を引退した。
1995年7月7日、引退したワンバからWBC世界クルーザー級王座を剥奪した。

## 獲得タイトル
- EBUヨーロッパクルーザー級王座
- WBC世界クルーザー王座（防衛7=剥奪）